# جویبارماهی‌های آمازون
جویبارماهی‌های آمازون (نام علمی: Anablepsoides) نام یک سرده از خانواده جویبارماهیان است.